# Pendón heráldico

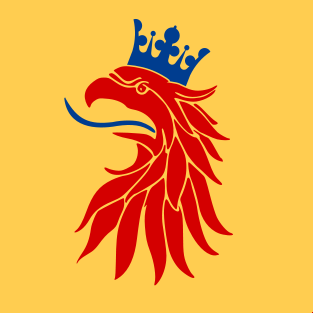
La bandera de Escania, una de las provincias tradicionales de Suecia, es un pendón heráldico.

Pendón heráldico es la denominación específica que recibe una bandera heráldica en forma de pendón, es decir, cuando su diseño consta de los mismos elementos que el escudo heráldico de la persona, institución o territorio que representa, y que normalmente se enasta en su parte superior a un travesaño, de manera que se pueda ver aunque no haya viento para que ondee.
La mayoría de estos pendones solían ser de uso exclusivo de monarcas, aunque algunos de ellos fueron adoptados posteriormente para uso civil, como la bandera de Navarra adoptado el 15 de julio de 1910.